# 熱格利亞鄉
44°18′N 27°38′E / 44.300°N 27.633°E
熱格利亞鄉（羅馬尼亞語：Comuna Jegălia, Călărași），是羅馬尼亞的鄉份，位於該國南部，由克勒拉希縣負責管轄，處於布加勒斯特以東120公里，每年平均降雨量843毫米，海拔高度17米，2007年人口4,607。